# Sebastián Salvat
Sebastián Salvat (* 5. April 1967 in Buenos Aires) ist ein ehemaliger argentinischer Rugbyspieler. Er nahm 1987 und 1995 mit der argentinischen Rugby-Union-Nationalmannschaft an der Rugby-Union-Weltmeisterschaft teil.

## Erfolge
- Südamerikameister: 1991, 1993, 1995